# Adonis baetica
Adonis baetica är en ranunkelväxtart. Adonis baetica ingår i släktet adonisar, och familjen ranunkelväxter.

## Underarter
Arten delas in i följande underarter:
- A. b. baetica
- A. b. carinata